# Reflejos en un ojo dorado (novela)
Reflejos en un ojo dorado (Reflexions in a Golden Eye) es una novela de la escritora estadounidense Carson McCullers, publicada en 1941. 
De manera seriada había aparecido el año anterior, 1940, en Harper´s Bazar Magazine. La novela fue llevada al cine con igual título Reflejos en un ojo dorado, dirigida por John Huston y protagonizada por Marlon Brando y Elizabeth Taylor.

## Argumento
La historia se desarrolla en una base del ejército estadounidense. El soldado Eligee Williams, un hombre introvertido y solitario, se ocupa del jardín del capitán Wendon Penderton. Un día, ve desnuda a Leonora, la esposa del capitán y comienza a obsesionarse con ella.
Penderton y Leonora mantienen una fría relación. Ella tuvo varios amantes y el actual es  Mayor Morris Langdom. 
El capital Penderton es un homosexual reprimido y, al ver al soldado Williams merodeando, cree que se siente atraído por él. Una noche, Williams se anima a entrar a la casa para ver de cerca a Leonora durmiendo y tocar su ropa interior. Penderton lo ve entrar y se prepara para recibirlo. Al darse cuenta de que el soldado está en el cuarto de su esposa, lo mata.